# Diplectrona fasciata
Diplectrona fasciata is een schietmot uit de familie Hydropsychidae. De soort komt voor in het Oriëntaals gebied.